# Rudolf Oeser (Politiker)

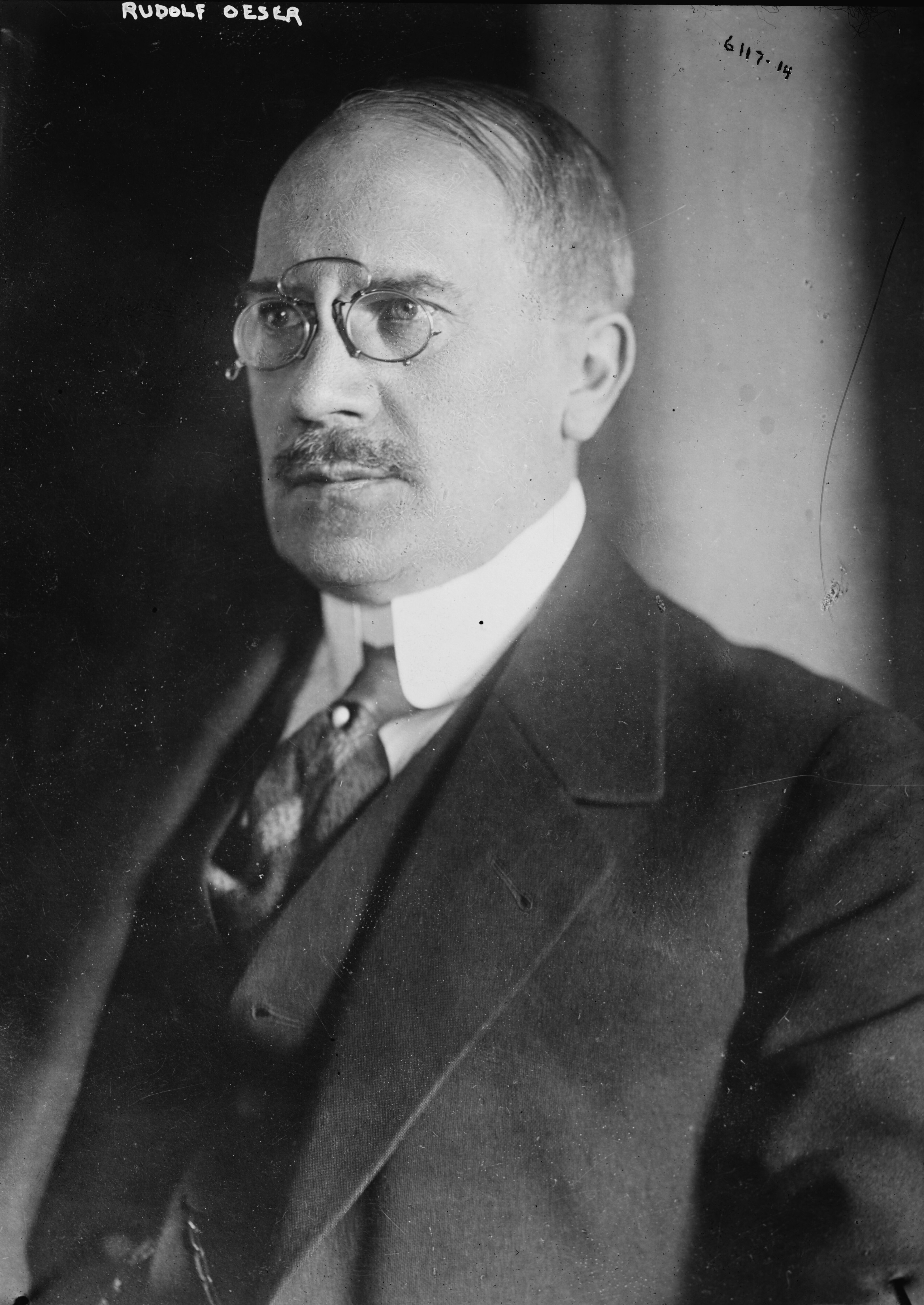
Rudolf Oeser

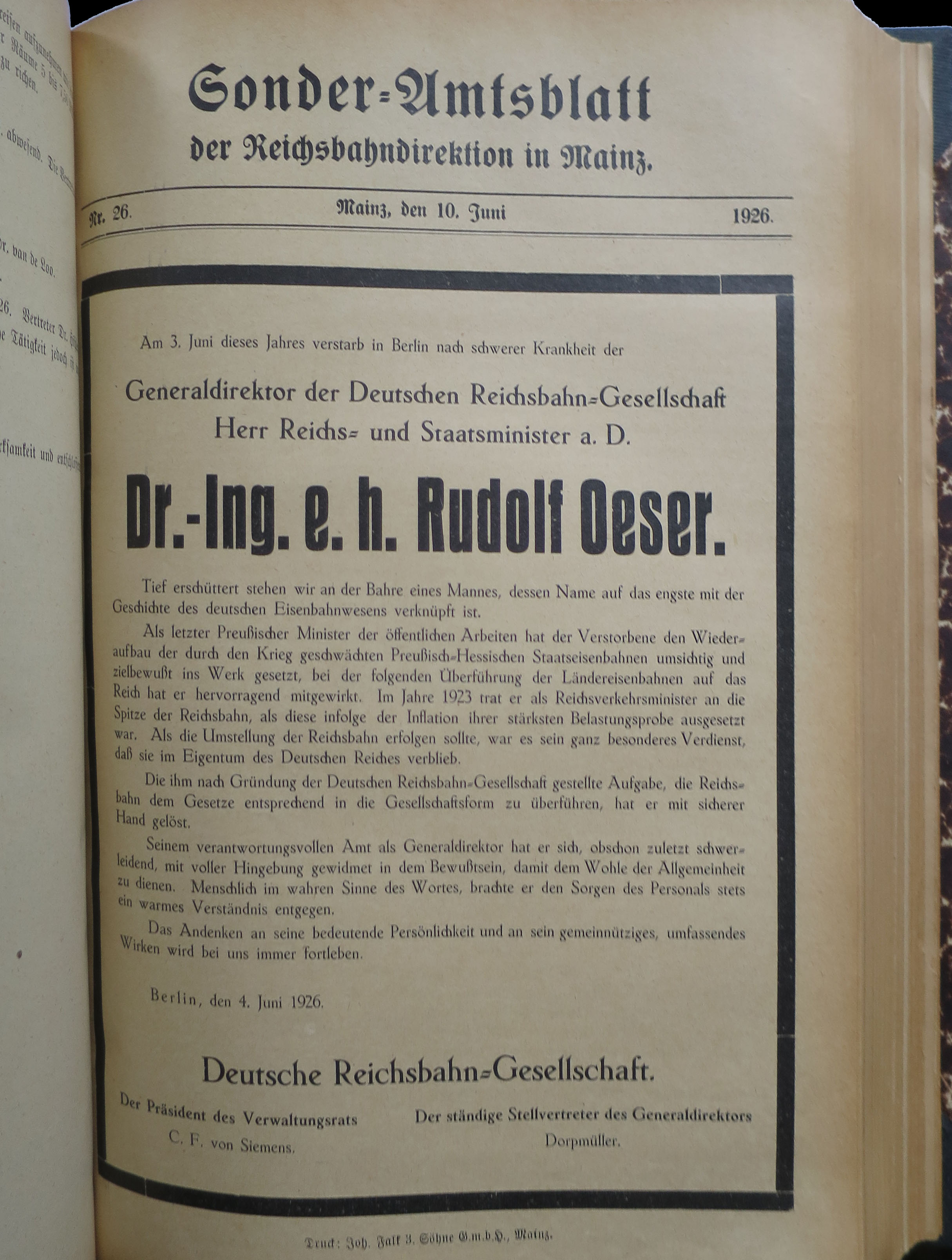
Traueranzeige der Reichsbahn-Gesellschaft

Carl Gustav Rudolf Oeser (* 13. November 1858 in Coswig; † 3. Juni 1926 in Berlin) war ein deutscher Journalist und Politiker (DtVP, FVP, DDP).

## Leben und Beruf
Rudolf Oeser war Sohn eines Segeltuchfabrikanten. Nach dem Abitur studierte er Philosophie und Nationalökonomie in Berlin, nahm anschließend eine journalistische Tätigkeit auf und war seit 1890 Chefredakteur bei der Ulmer Zeitung. Er wurde 1892 Mitarbeiter der politischen Abteilung der Frankfurter Zeitung und bearbeitete dort von 1897 bis 1917 als Redakteur wirtschaftspolitische Themen. Im Anschluss war er Hauptschriftleiter und Direktor der Ostsee-Zeitung in Stettin.
Nach dem Ersten Weltkrieg war Oeser vom 25. März 1919 bis zum 21. April 1921 preußischer Minister der öffentliche Arbeiten und damit auch für das Eisenbahnwesen in Preußen zuständig. Er gehörte den von den Ministerpräsidenten Paul Hirsch und Otto Braun geführten Staatsregierungen an. Hier war er maßgeblich an der Gründung der Deutschen Reichsbahn beteiligt.
Seit 1921 war er Landeshauptmann der preußischen Provinz Sachsen, bevor er am 22. November 1922 als Reichsinnenminister in die von Reichskanzler Wilhelm Cuno geführte Regierung eintrat. Vom 13. August 1923 bis zum 11. Oktober 1924 war er Reichsverkehrsminister in den Kabinetten der Reichskanzler Gustav Stresemann und Wilhelm Marx. Anschließend übernahm er die Leitung der Deutschen Reichsbahn-Gesellschaft als Generaldirektor bis zu seinem Tod. Sein Nachfolger in dieser Funktion war Julius Dorpmüller.

## Parteizugehörigkeit
Oeser gehörte zunächst der auf Süddeutschland beschränkten Deutschen Volkspartei an, für die er ab 1907 im Reichstag ein Mandat hatte. Nach der linksliberalen Fusion 1910 war er Mitglied und bis 1912 Reichstagsabgeordneter der  Fortschrittlichen Volkspartei. In der Zeit der Weimarer Republik war er Mitglied der DDP.

## Abgeordnetenmandate
Oeser war von 1902 bis 1919 Mitglied des Preußischen Abgeordnetenhauses und gehörte von 1907 bis 1912 dem Reichstag an. Von 1919 bis 1924 war er Mitglied des Preußischen Landtags.

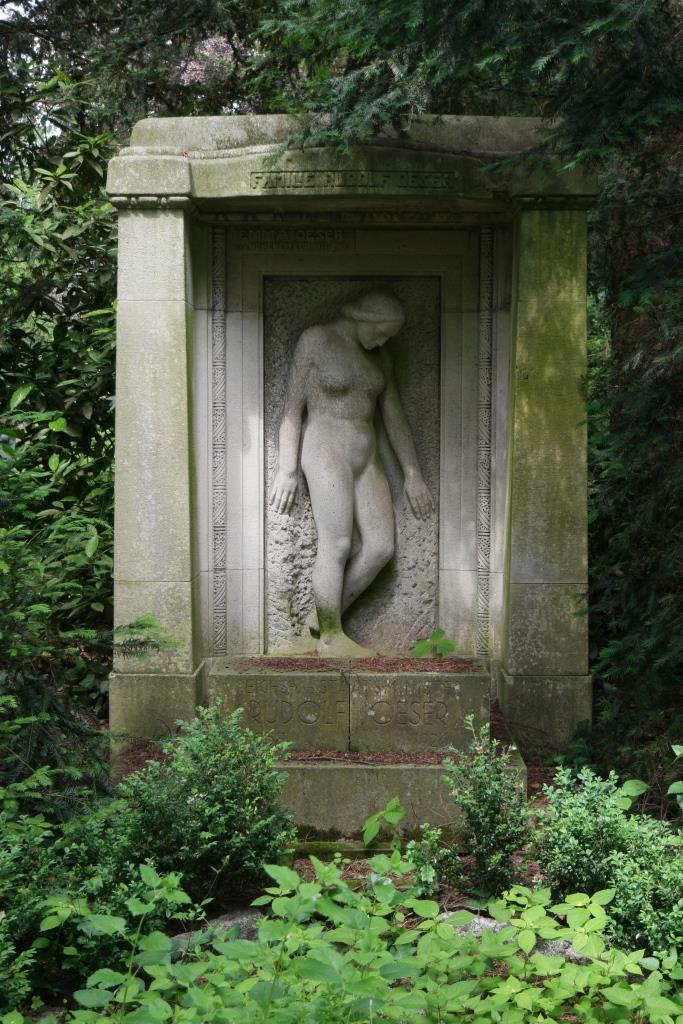
Grab von Carl Gustav Rudolf Oeser auf dem Hauptfriedhof in Frankfurt am Main

## Ehrungen
Oeser ist auf dem Frankfurter Hauptfriedhof neben seiner ersten Frau Emma beerdigt worden. Nach Rudolf Oeser ist seit 1928 die Oeserstraße in Frankfurt-Nied benannt.